# Robert de Luzarches
Robert de Luzarches (nascut a Luzarches, a la vora de Pontoise el 1180 i mort a Amiens el 1222), va ser un arquitecte medieval gòtic francès.
Va ser eclesiàstic, pel que es creu que la seva gran preparació en l'arquitectura la va rebre dins dels estudis rebuts a l'església.
Va ser l'arquitecte de l'antic convent de l'abadia de Port-Royal des Champs, al sud-oest de París, construït en l'estil cistercenc. Tanmateix, se'l recorda sobretot com a l'arquitecte que va començar la construcció de la catedral d'Amiens al voltant de l'any 1220 sota el mandat del bisbe Evrard de Fouilloy.
La pedra central del laberint —paviment de la catedral d'Amiens— és molt interessant perquè hi ha un resum narratiu de la fundació de la catedral, inscrit sobre una tira de coure, es troba al centre de la nau, una creu dona orientació dels punts cardinals i al seu entorn hi ha quatre personatges: els tres arquitectes de la catedral: Robert de Luzarches, Thomas i Renaud de Cormont així com el bisbe Evrard de Fouilloy.